# 趙鍾岷
趙鍾岷（1556年—？年），字望甫，號念莪，四川敘州府富順縣人，民籍，明朝政治人物。

## 生平
由國子生中式萬曆四年（1525年）丙子科四川鄉試十五名舉人，年三十一歲中式萬曆十四年（1586年）丙戌科會試二百十一名，第三甲第三十八名進士。刑部观政，六月授浙江錢塘縣知縣。二十年改任開州學正，二十二年升文水知縣，二十六年考察闲住。

## 家族
曾祖趙文會，祖趙祐，父趙嘉猷，母鄭氏；繼母湯氏；繼母江氏。永感下。兄鍾霖，弟鍾霍，子履泰；延泰；承泰。